# Bapaumestraat

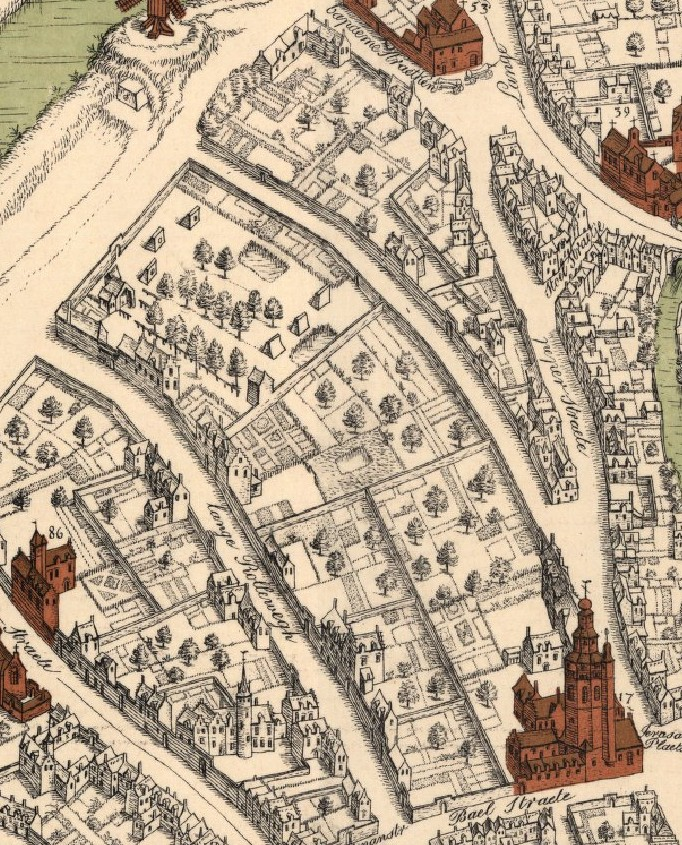
Uitsnede uit de kaart van Marcus Gerards (1562), met rechtsboven de Bapaumestraat en de Wagenaarsplaats. Het voorkomen van de naam Bapaumestraat op het plan kan niet als bewijs gelden dat deze al in de 16de eeuw voorkwam, aangezien de straatnamen pas in 1810 op het plan bijgegraveerd werden.

De Bapaumestraat is een straat in het historisch centrum van Brugge.

## Beschrijving
Over de oorsprong van deze straatnaam zijn verschillende hypotheses geuit.
Karel De Flou en Jos De Smet dachten dat de straat oorspronkelijk Pamelstraat heette. Een pamel of ronde hoogte kon verwijzen naar de nabijgelegen stadsvestingen. Het probleem is dat die 'pamele' pas in de 16de eeuw voorkomt en 'Bapaume' al begin 15de eeuw.
Mogelijk houdt de straatnaam verband met een familie Bapaume. Papelmes is de Vlaamse naam voor de Franse stad en familie Bapaume. In de 14de eeuw werd de benaming straetkin van Papelmes in de documenten aangetroffen.
Een andere uitleg is dat in die straat een herberg de naam De Stad Papelmes of In de stad Bapaume droeg. In straten dicht bij de stadspoorten werden vaak aan de herbergen namen gegeven van steden waarmee men vanuit Brugge in contact stond.
De Bapaumestraat loopt van de Langestraat naar de Kruisvest. Op de kruising van beide straten is er een wegverbreding die de allure van een pleintje heeft. Dit werd in vroeger tijden Wagenaarsplatse genoemd. Het was op die plek en ook in de Bapaumestraat dat de voerlui die de gemakputten in Brugge hadden geledigd, wachtten tot de Kruispoort openging, om de stad te verlaten.